# Френсіс Вотсон
Сер Френсіс Джон Баготт Вотсон (англ. Sir Francis John Bagott Watson, Лицар Командор Королівського Вікторіанського ордена, Член Британської академії; (24 серпня 1907 — 27 вересня 1992) — британський історик мистецтва. 
Був директором Зібрання Воллеса з 1963 до 1974 року, а також інспектором колекції творів мистецтва Королеви з 1963 до 1972 року.
Вотсон здобув освіту в Школі Шрусбері (англ. Shrewsbury School) і Коледжі Святого Іоанна (англ. St John's College) в Кембриджі. Він був слейд-професором образотворчого мистецтва в Оксфордському університеті у 1969–1970 роках.